# Oryzopsis blancheana
Oryzopsis blancheana är en gräsart som först beskrevs av Nicaise Auguste Desvaux och Pierre Edmond Boissier, och fick sitt nu gällande namn av David Heller. Oryzopsis blancheana ingår i släktet Oryzopsis och familjen gräs. Inga underarter finns listade i Catalogue of Life.